# PFK Kəpəz
Der PFK Kəpəz (russisch ПФК Кяпаз/PFK Kjapas) ist ein aserbaidschanischer Fußballverein aus der Stadt Gəncə.

## Geschichte
Der in blau und gelb spielende Verein wurde 1959 unter dem Namen Textilschtschik Kirowabad gegründet, als die Stadt Gəncə noch den Namen Kirowabad trug. 1962 folgte die Umbenennung in Dinamo Kirowabad. 1968 spielte der Verein unter diesem Namen auch eine Saison in der höchsten sowjetischen Fußballliga, musste jedoch dann nach nur einer Spielzeit abgeschlagen auf dem letzten Tabellenplatz den Abstieg antreten. 1975 wurde der Club in Progress Kirowabad umbenannt, 1982 folgte eine weitere Umbenennung in Kjapas Kirowabad. 1989 erhielt die Stadt Kirowabad ihren alten Namen zurück, sodass man als Kjapas Gjandscha auflief.
Mit der Unabhängigkeit Aserbaidschans und der Einführung der aserbaidschanischen Lateinschrift änderte sich die Schreibweise des Clubs noch einmal, auf PFK Kəpəz. Nach dem Zerfall der Sowjetunion war auch deren Fußballliga aufgelöst worden, so dass man ab 1992 in der neu gegründeten aserbaidschanischen Fußballliga spielte. Dort errang FK Gəncə drei Meisterschaften, zuletzt in der Saison 1998/99. In der Saison 1997/98 wurde man sogar unbesiegt Meister. Zudem gelang vier Mal der Sieg im aserbaidschanischen Pokal.
2005 wurde der Club gegen den Widerstand der Fans in FK Gəncə umbenannt, 2007 musste man aufgrund finanzieller Probleme zwangsweise absteigen. Zur Saison 2010/11 kehrte man in die Erste Liga zurück, gleichzeitig wurde auch die Rückbenennung zum ursprünglichen Namen PFK Kəpəz beschlossen. Seine Heimspiele trägt der Klub im Şəhər Stadion (9.300 Plätze) aus.

## Europapokalbilanz
| Saison    | Wettbewerb                  | Runde                  | Gegner                     | Gesamt    | Hin     | Rück    |
| --------- | --------------------------- | ---------------------- | -------------------------- | --------- | ------- | ------- |
| 1995/96   | UEFA-Pokal                  | 1. Qualifikationsrunde | FK Austria Wien            | 1:9       | 0:4 (H) | 1:5 (A) |
| 1997/98   | Europapokal der Pokalsieger | 1. Qualifikationsrunde | FC Dinaburg                | 0:2       | 0:1 (A) | 0:1 (H) |
| 1998/99   | UEFA Champions League       | 1. Qualifikationsrunde | ŁKS Łódź                   | 2:7       | 1:4 (A) | 1:3 (H) |
| 1999/2000 | UEFA Champions League       | 1. Qualifikationsrunde | FK Sloga Jugomagnat Skopje | (a)2:2(a) | 0:1 (A) | 2:1 (H) |
| 2000/01   | UEFA-Pokal                  | 1. Qualifikationsrunde | Antalyaspor                | 0:7       | 0:2 (H) | 0:5 (A) |
| 2016/17   | UEFA Europa League          | 1. Qualifikationsrunde | FC Dacia Chișinău          | 1:0       | 0:0 (H) | 1:0 (A) |
| 2016/17   | UEFA Europa League          | 2. Qualifikationsrunde | FC Admira Wacker Mödling   | 0:3       | 0:1 (A) | 0:2 (H) |

Gesamtbilanz: 14 Spiele, 2 Siege, 1 Unentschieden, 11 Niederlagen, 6:30 Tore (Tordifferenz −24)

## Erfolge
- Aserbaidschanischer Meister: 1994/95, 1997/98, 1998/99
- Aserbaidschanischer Pokalsieger: 1993/94, 1996/97, 1997/98, 1999/2000
- Aserbaidschanischer Supercupsieger: 1998